# スペイン共産党
スペイン共産党（スペインきょうさんとう、スペイン語: Partido Comunista de España, 略称: PCE）は、スペインの左翼政党。1977年から2017年まではユーロコミュニズムを理念とする政党であったが、現在ではマルクス・レーニン主義を信条としている。1986 年以来「統一左翼」の一部となっており、「スペイン共産党」としての国会議席は持たない。2023年時点では、下院にて「ウニダス・ポデモス（ポデモス連合）」として議席をもっている。

## 概要
1922年3月、前年1921年4月にスペイン社会労働党（PSOE）から分かれたグループによって結成された。1936年2月の総選挙で共産党と社労党及び他の左翼政党、中道勢力が連合して人民戦線を結成、勝利し、政権を担ったが、人民戦線政府に反発した大地主や貴族を中心とした右派・保守勢力の支持を受けた軍部が蜂起、内戦が勃発した（スペイン内戦）。

### スペイン内戦中のソ連と親ソ連派による「非ソ連派」粛清
当初、共和政府側(人民戦線)が優勢だったものの、内戦中にスターリンによるソ連共産党と親ソ派が共和主義者などの非親ソを「トロキスト」として粛清した。スペイン共産党は親ソ政党であり、同党創設者で反スターリニズム思想から離脱したアンドレウ・ニンらの共産主義党派マルクス主義統一労働党（POUM）を弾圧に貢献した人民戦線側であった。
このようなPOUMなど非スターリン派に対する内ゲバによる足並みの乱れもあり、最終的に敵対していたフランコ率いる反乱軍の勝利に終わった。POUMとして、人民戦線側に参加していたジョージ・オーウェルが反共産主義・反スターリンになったキッカケであり、カタロニア讃歌に詳しく記している。

### スペイン内戦後
スペイン内戦で勝利したフランコによる独裁体制下ではスペイン共産党は非合法化された。そのため、幹部らは国外へ移住した。後にユーロコミュニズムを主導するサンティアゴ・カリーリョは1960年1月にソ連衛星国であるチェコ社会主義共和国のプラハで開催されたスペイン共産党第6回大会において、「第6代スペイン共産党書記長」に選出されている。フランコが1975年に死去した後に即位したフアン・カルロス1世の下で民主化がされ、自由民主主義の選挙制度も再開することとなった。
ソ連の指導との決別表明
その後、サンティアゴ・カリーリョスペイン共産党第6代書記長は1977年3月2日にマドリードで開催された会談にて、フランス共産党のジョルジュ・マルシェ第6代書記長やイタリア共産党のエンリコ・ベルリンゲル第5代書記長と共に、ユーロコミュニズム運動を主導しだした。
同年4月開催のスペイン共産党党大会でも、サンティアゴ・カリーリョ書記長は、従来の共産主義政党が拒否していたマルクス・レーニン主義の放棄の他、ヘゲモニー政党制ではない複数政党制の承認、王政の承認を決定した。1977年4月9日にアドルフォ・スアレス政権によりスペイン共産党は合法化された。同年6月に行なわれた41年ぶりの総選挙では下院で19議席を獲得した。

### 合法化後のユーロコミュニズム路線

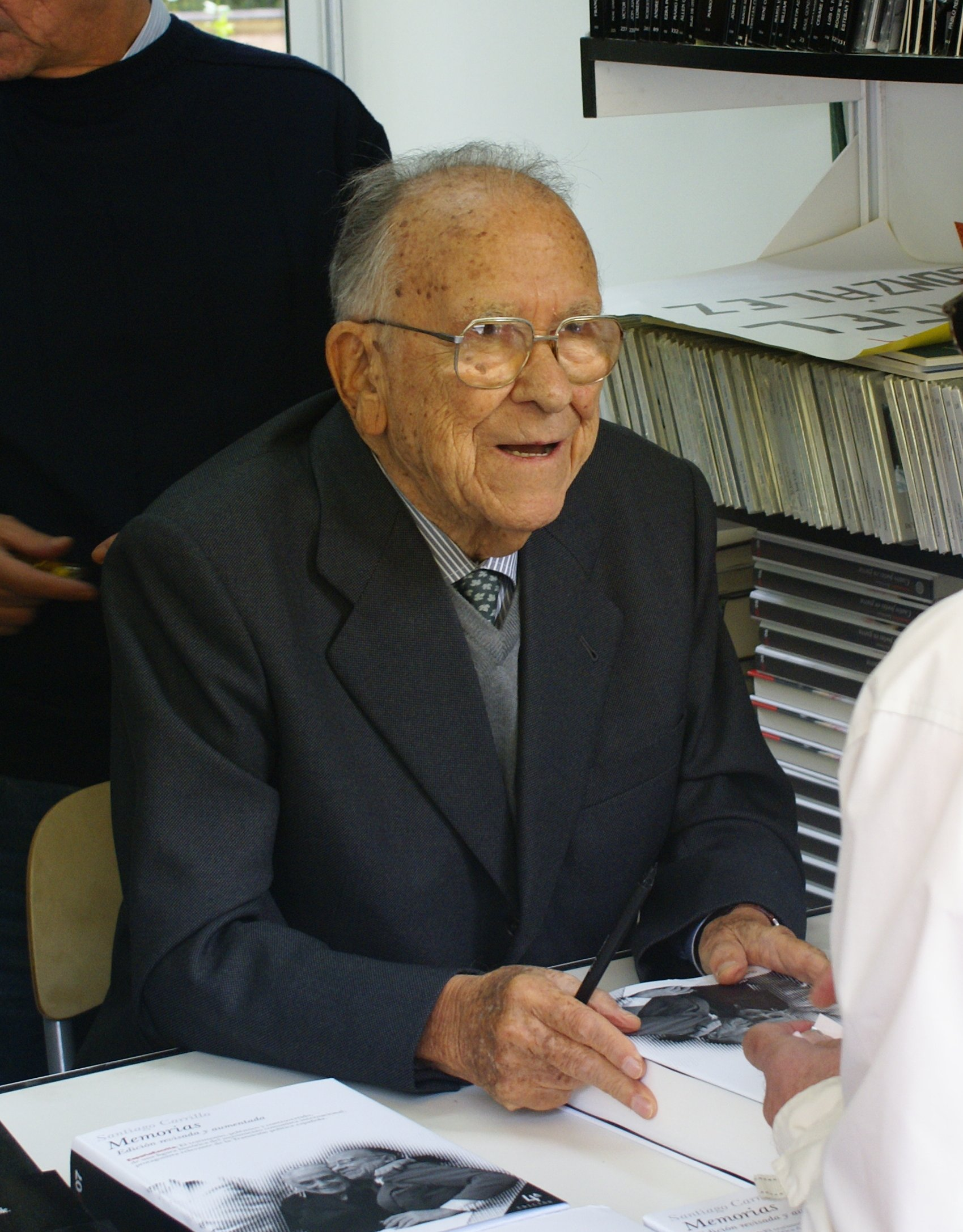
カリーリョ元書記長

1977年4月9日の合法化後のスペイン共産党はサンティアゴ・カリーリョ（Santiago Carrillo）書記長の元、イタリア共産党やフランス共産党と共に、ソビエト連邦共産党と距離を置き、マルクスレーニン主義の放棄、複数政党制の自由民主主義制の政党政治を受け入れ、王制の承認など独自の社会主義を模索するユーロコミュニズムの旗手として活躍した。

1977年6月の総選挙の翌年に開催された第9回党大会において、党規約から「レーニン主義」を削除し、社会民主主義でもスターリン主義でもない「真のユーロコミュニズム」の確立を提唱、自由と民主主義を保障しながら社会主義を実現することを謳った「テーゼ15」を採択した。

### 親ソ派や反書記長派との党内政争
1979年の総選挙では23議席を獲得したが、ユーロコミュニズムに反対する親ソ連派（親ソ派）やカリーリョ書記長の党支配に反対するグループとの内部抗争で党が分裂、1982年の総選挙では議席を大幅に減らした。

### 単独候補の取り止め・「統一左翼」結成
1986年以降から、社会民主主義の中道左派政党である社会労働党以外の左翼勢力と政党連合「統一左翼」（Izquierda Unida:IU）を結成して、選挙に臨んでいる。
2015年にはスペインの アンダルシア州議会選にて、全109議席中社会労働党が47議席、国民党が33議席、ポデモス15議席、スペイン共産党系「統一左翼」が5議席を獲得した。

### 「ポデモス連合」での立候補開始
2016年5月13日、ポデモスは自らを主体とした選挙連合ウニダス・ポデモス（ポデモス連合）に、「エクオ」や「統一左翼」などが参加し、総選挙に臨むことを発表した。
2019年11月の総選挙ではウニダス・ポデモス全体でも議席第4党35議席しか獲得出来ない惨敗となった。ポデモス連合結成当初から選挙前に分派した政党の議席を含めても前回より1割ほど議席を減らした。

### 日本共産党との関係
日本の共産主義政党である日本共産党は、2003年12月の統一左翼の大会、2005年6月に行なわれたスペイン共産党の第17回大会に、浅田信幸「しんぶん赤旗」欧州総局長を代表として派遣すると共に、中央委員会名でメッセージも送っている。また、スペイン共産党も、2006年1月に行なわれた日本共産党第24回大会にメッセージを寄せている。

## 年表
| 年     | 月日     | 出来事 |
| ------ | -------- | --- |
| 1922年 | 3月14日  | スペイン共産党が結成される。 |
| 1936年 | 2月16日  | 総選挙。共産党も参加したマヌエル・アサーニャ率いるフレンテ・ポプラール(人民戦線)が勝利 |
| 1936年 | 7月18日  | 貴族や保守勢力の支持を受けたフランコ将軍が蜂起、スペイン内戦が勃発 |
| 1939年 | 3月31日  | スペイン内戦はフランコ率いる反乱軍の勝利で終結。共産党を含む全ての政党は非合法化された。 |
| 1974年 | 7月30日  | 共産党など10余の政治団体が参加した民主評議会（JDE）がフランス・パリで旗揚げ |
| 1975年 | 11月20日 | 独裁者フランコ死去（83歳）。 |
| 1976年 | 7月28日  | 共産党、イタリア・ローマの芸術劇場で民主化過程への参加を表明。国内外の党員名を発表。 |
| 1976年 | 10月     | 国内で地下活動をしていた党員に党員証を発行 |
| 1976年 | 12月10日 | 国内の主要な政治団体のトップが参加した『九人会』発足。共産党書記長カリーリョは、スペインで記者会見し、政府に対し、共産党の存在を認めさせるべく、挑戦状をたたきつけた。                           |
| 1976年 | 12月22日 | カリーリョ逮捕（同月30日に釈放） |
| 1977年 | 1月26日  | 24日に、極右組織によるテロで暗殺された共産党系弁護士5名の葬儀において、カリーリョが公衆の場に姿を見せた。                                                                                        |
| 1977年 | 2月11日  | スペイン共産党、内務省に政党としての登録を申請。内務省は判断を留保。 |
| 1977年 | 2月27日  | スアレス首相と、カリーリョ書記長が秘密会談。 |
| 1977年 | 3月2日   | マドリードにおいて、イタリア共産党書記局長・エンリコ・ベルリンゲル、フランス共産党書記長ジョルジュ・マルシェ、そしてスペイン共産党書記長のカリーリョによるユーロコミュニズム首脳会談が行われる。 |
| 1977年 | 4月9日   | 新政治結社法に基づいて2月11日に内務省に申請していた政党登録申請が認められ共産党合法化 |
| 1977年 | 5月13日  | スペイン共産党前書記長のドローレス・イバルリ（パショナリア）が亡命先のソ連・モスクワより37年ぶりに帰国                                                                                           |
| 1977年 | 6月15日  | 第一回総選挙、共産党は下院で19議席を獲得（得票率9.3%） |
| 1978年 | 4月19日  | 合法大会としては46年ぶりとなる第9回党大会がマドリードで開催(23日まで)。レーニン主義を放棄した「テーゼ15」を採択                                                                                  |
| 1979年 | 3月1日   | 第二回総選挙。前回を上回る議席数を得て善戦健闘 |
| 1979年 | 4月3日   | 48年ぶりとなる地方選挙が実施される。共産党は大都市部で勝利 |
| 1979年 | 4月18日  | 地方自治体首長に関する協定に社労党と共産党が調印 |
| 1981年 | 7月28日  | 第10回党大会（31日まで）、カリーリョ書記長再選。党大会の場でカリーリョ書記長は党内の親ソ派を攻撃                                                                                                 |
| 1981年 | 10月24日 | 共産党本部、バスク支部を解散処分 |
| 1981年 | 11月5日  | 共産党本部は、バスク共産党とバスク革命党合併支持派16名を懲戒処分とした。 |
| 1981年 | 11月6日  | 共産党執行部中央委員6名を罷免。同月12日脱党処分。 |
| 1981年 | 11月10日 | バスク共産党書記長であるレルチュンディ脱党処分に |
| 1981年 | 11月16日 | レルチュンディ派がスペイン共産党を離党 |
| 1982年 | 1月9日   | 党地方議員41名が、共産党本部に抗議の意思を示すため辞任 |
| 1982年 | 10月28日 | 第三回総選挙、共産党は前回より議席を大幅に減らして惨敗（23→4） |
| 1982年 | 11月6日  | カリリョ書記長、総選挙において議席を大幅に減らした責任を取って書記長を辞任。後任にヘラルド・イグレシアス（Gerardo Iglesias）を推薦、翌日党承認。                                                 |
| 1982年 | 11月14日 | 知識人や芸能人の共産党員が大量脱党 |
| 1982年 | 1月26日  | カタルーニャにおけるスペイン共産党の組織であるカタルーニャ統一社会党（PSUC）がユーロコミュニズム派と親ソ派に内部分裂                                                                             |
| 1982年 | 4月9日   | カタルーニャ統一社会党離党派が新たにカタルーニャ共産党を結成 |
| 1983年 | 12月18日 | イグレシアス書記長再選。 |
| 1984年 | 1月15日  | 親ソ派のイグナシオ・ガジェーゴが新党「共産党」を設立したことで共産党分裂 |
| 1985年 | 3月31日  | カリリョ、共産党執行部と中央委員会からの退陣拒否。ただし、国会スポークスマンは罷免された。 |
| 1986年 | 4月18日  | エンリケ・リステルのスペイン共産主義労働者党、共産党に再合流 |
| 1986年 | 4月28日  | 共産党を中心に非社労党系左翼政党4党で『統一左翼』（IU）結成 |
| 1986年 | 6月22日  | 第四回総選挙、統一左翼は7議席を獲得 |
| 1987年 | 11月10日 | 共産党が対テロ防止協定に調印したことで統一左翼に亀裂が生じる |
| 1987年 | 12月5日  | 改進同盟が統一左翼を脱退 |
| 1988年 | 2月19日  | ヘラルド・イグレシアスが共産党書記長を辞任 |
| 1988年 | 2月20日  | フリオ・アンギータ（Julio Anguita）、共産党の新書記長に就任 |
| 1998年 | 12月     | フリオ・アンギータ、健康上の理由で党書記長を辞任。後任はフランシスコ・フルートス（Francisco Frutos）                                                                                             |
| 2005年 | 6月26日  | 第17回党大会をマドリードにおいて三日間の日程で開催 |
| 2009年 | 11月9日  | 第18回党大会にてホセ・ルイス・センテージャを書記長に選出 |
| 2017年 | 12月1日  | 第20回党大会において、1978年の第9回党大会で放棄したレーニン主義を再び採用することを決定した。 |
| 2020年 | 1月13日  | スペイン社会労働党とウニダス・ポデモス（UP）の連立政権発足。UPの一員であるPCEからは2人が閣僚（労働相・消費問題相）として入閣。                                                                   |

出所：碇順治『スペイン静かなる革命　－フランコから民主へ－』彩流社

## 歴代書記長
| 代 |  | 氏名                     | 在任期間        |
| -- |  | ------------------------ | --------------- |
| 1  |  | Antonio García Quejido   | 1921年 - 1923年 |
| 2  |  | César Rodríguez González | 1923年 - 1925年 |
| 3  |  | José Bullejos            | 1925年 - 1932年 |
| 4  |  | José Díaz Ramos          | 1932年 - 1942年 |
| 5  |  | ドロレス・イバルリ       | 1942年 - 1960年 |
| 6  |  | サンティアゴ・カリーリョ | 1960年 - 1982年 |
| 7  |  | ヘラルド・イグレシアス   | 1982年 - 1988年 |
| 8  |  | フリオ・アンギータ       | 1988年 - 1998年 |
| 9  |  | フランシスコ・フルートス | 1998年 - 2009年 |
| 10 |  | ホセ・ルイス・センテリャ | 2009年 - 2017年 |
| -  |  | 暫定委員会               | 2017年 - 2018年 |
| 11 |  | エンリケ・サンティアゴ   | 2018年 -        |

## 選挙結果・党勢推移
1986年以降は「スペイン共産党」単独の候補は出しておらず、統一左翼（IU）の候補者として出馬させていた。更に統一左翼は2016年からポデモスを主体とした選挙連合であるウニダス・ポデモス（ポデモス連合）の候補として選挙に参加している。
1986年以降の選挙結果については統一左翼 (スペイン)#選挙における党勢推移を参照。
2016年以降の選挙結果についてはウニダス・ポデモス#選挙結果を参照。
| 選挙         | 年月日         | 得票数    | 得票率 | 議席数 |
| ------------ | -------------- | --------- | ------ | ------ |
| 1977年総選挙 | 1977年6月15日  | 1,709,890 | 9.33%  | 19     |
| 1979年総選挙 | 1979年3月1日   | 1,938,487 | 10.77% | 23     |
| 1982年総選挙 | 1982年10月28日 | 846,515   | 4.02%  | 4      |

出典：スペイン内務省ホームページ。